# Pagothenia
Pagothenia is een geslacht van straalvinnige vissen uit de familie van ijskabeljauwen (Nototheniidae).

## Soorten
- Pagothenia borchgrevinki (Boulenger, 1902)
- Pagothenia brachysoma (Pappenheim, 1912)